# Sanctuary (banda)

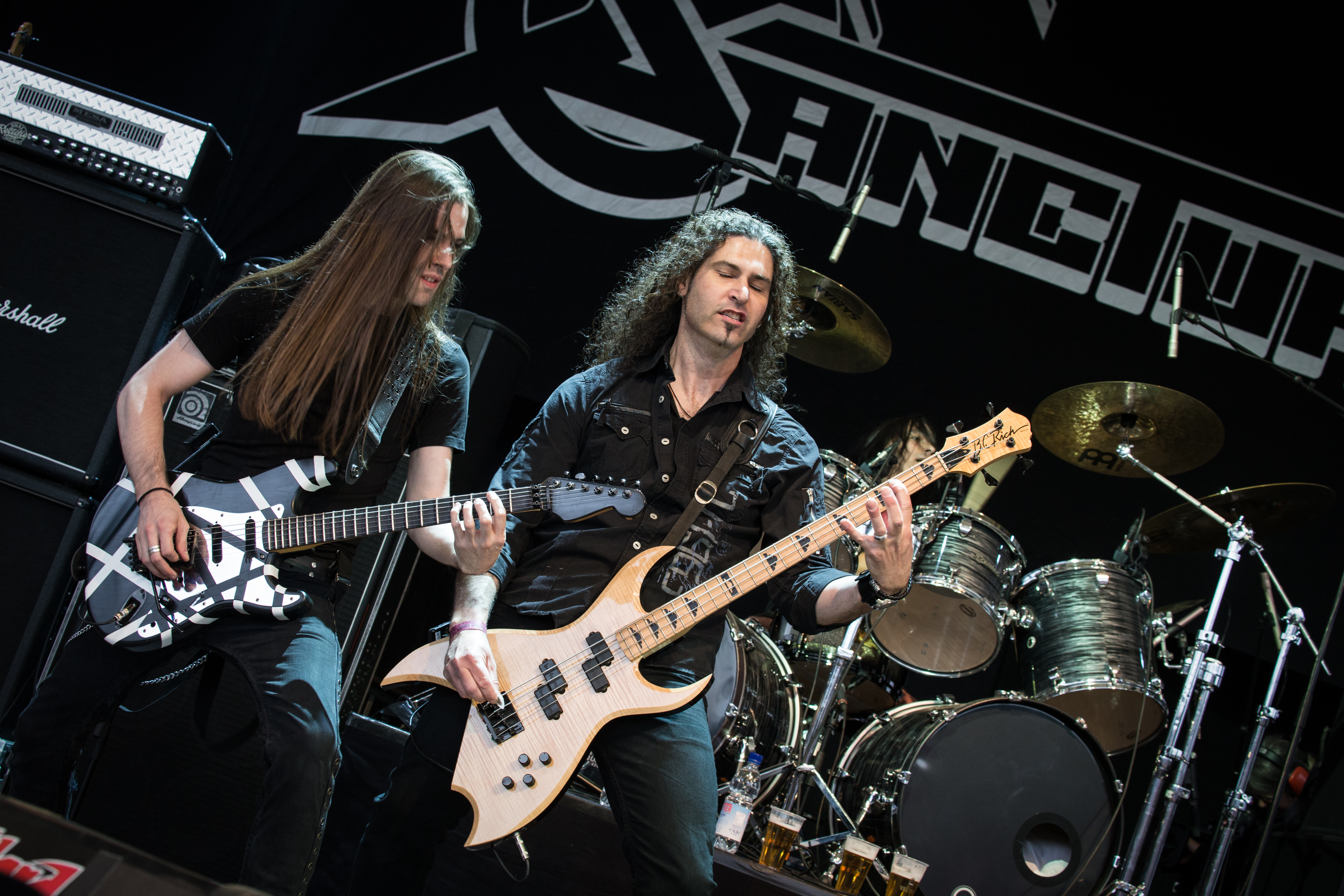
Sanctuary en 2015 en Alemania

Sanctuary es una banda estadounidense de heavy metal fundada en Seattle en 1985, siendo una de las últimas agrupaciones nacidas durante la primera ola del thrash metal norteamericano. Durante su primera etapa de tan solo siete años publicaron los álbumes Refuge Denied (1988) e Into the Mirror Black (1990), con los que lograron un relativo éxito en los Estados Unidos y Europa, pero debido a las presiones que tuvieron de Epic Records para que modificaran su estilo hacia el grunge, la banda optó por separarse en 1992.
En 2010 la alineación formada por Warrel Dane, Jim Sheppard, Jeff Loomis, Lenny Rutledge y Dave Budbill se reunió para dar una serie de presentaciones por varios festivales europeos y norteamericanos. Luego de la positiva recepción del público, la banda firmó con Century Media Records y desde entonces relanzó su carrera con los discos The Year the Sun Died (2014) e Inception (2017). En diciembre de 2017 el vocalista Warrel Dane falleció por un ataque al corazón, que provocó cancelar los planes de un nuevo álbum de estudio. Finalmente, a principios de 2018 el resto de la banda decidió continuar como una forma de homenajear a su fallecido vocalista.

## Historia

### Primeros años
Sanctuary se fundó en Seattle en 1985 por el vocalista Warrel Dane, los guitarristas Lenny Rutledge y Sean Blosl —quienes eran primos—, el bajista Jim Sheppard y el batería Dave Budbill. Durante los primeros meses se dedicaron a versionar a otros artistas del heavy metal, hasta que en 1986 decidieron escribir su propio material, siendo «Soldiers of Steel» una de sus primeras composiciones. En ese mismo año grabaron una maqueta en los Triad Studios de Redmond y la enviaron a distintas estaciones de radio de la ciudad, entre ellas la KCMU —actualmente KEXP-FM— quienes les informaron que el público los solicitaba cada noche, que los posicionó entre los primeros lugares de los artistas independientes durante un año consecutivo.
Con el objetivo de iniciar la carrera profesional de la banda, el guitarrista Lenny Rutledge fue al concierto de King Diamond y Megadeth en Seattle para tratar de mostrarles la maqueta grabada. No obstante, no tuvo la oportunidad de hablar con ellos en el recinto, por lo que uno de sus amigos le sugirió buscarlo en uno de los hoteles de la ciudad. Finalmente, acompañado por su amigo y dos chicas, encontró la habitación del hotel donde se hospedaba Dave Mustaine de Megadeth, que persuadido por las chicas los dejó pasar. Allí, conversaron sobre música, compartieron algunos tragos y Rutledge le mostró la maqueta: «Me costó bastante convencerlo, pero finalmente fuimos al auto de mi amigo. Allí, escuchamos la cinta y le gustó mucho. Me dio su número de teléfono y pensé; este no es su número real, Dave Mustaine no da su número real. Efectivamente, lo llamé y el buzón de voz era de Dave. Me llamó unas semanas después, diciendo que le encantaba la maqueta y que quería producirnos. El resto es historia».

### Los primeros discos y la separación
Apoyados por Dave Mustaine y Keith Rawls, mánager por aquel entonces de Megadeth, la banda se trasladó a Los Ángeles en donde terminaron algunas canciones, grabaron las maquetas correspondientes y tocaron algunos conciertos con Megadeth; todo esto pagado por Rawls, según el guitarrista Lenny Rutledge. En 1988 finalmente se publicó el álbum debut Refuge Denied a través de Epic Records, que logró positivas reseñas por parte de la prensa especializada. Para promocionarlo se embarcaron en una extensa gira, primero abriendo los conciertos de Megadeth y Warlock por Norteamérica, luego tocaron por primera vez en el Reino Unido, Alemania Occidental, Irlanda, Francia, Italia y los Países Bajos compartiendo escenario con Megadeth, Testament, Nuclear Assault y Flotsam and Jetsam, para después volver a los Estados Unidos como teloneros de Testament.
Luego de terminar su primera gira mundial se trasladaron a Los Ángeles para grabar su segundo álbum de estudio Into the Mirror Black, que salió a la venta en 1990 y que logró críticas positivas de la prensa. Durante la gira correspondiente, donde compartieron escenario con Fates Warning, Forbidden y Death Angel, el guitarrista Sean Blosl renunció a la banda y fue reemplazado por Jeff Loomis. En ese mismo año, el sello Epic tenía previsto publicar un álbum en vivo con grabaciones tomadas de la gira de Into the Mirror Black, pero debido a problemas entre la discográfica y la banda el lanzamiento se limitó a un extended play de copias limitadas llamado Into the Mirror Live. De acuerdo con la banda, la escena musical estadounidense estaba cambiando por ese tiempo debido a la intromisión de las agrupaciones de grunge, subgénero del rock alternativo que tenía sus orígenes en Seattle, la misma ciudad de Sanctuary. Ante la positiva recepción comercial de esas bandas, el sello Epic los presionó para que modificaran su sonido alejándose del thrash metal y power metal de sus primeras producciones hacia el grunge, pero la banda rechazó la idea afirmando que «...tratar de sonar como ellos sería una locura». Finalmente la banda se separó en 1992, en el momento en que supuestamente grabarían un tercer disco de estudio.

### Reunión y posteriores producciones

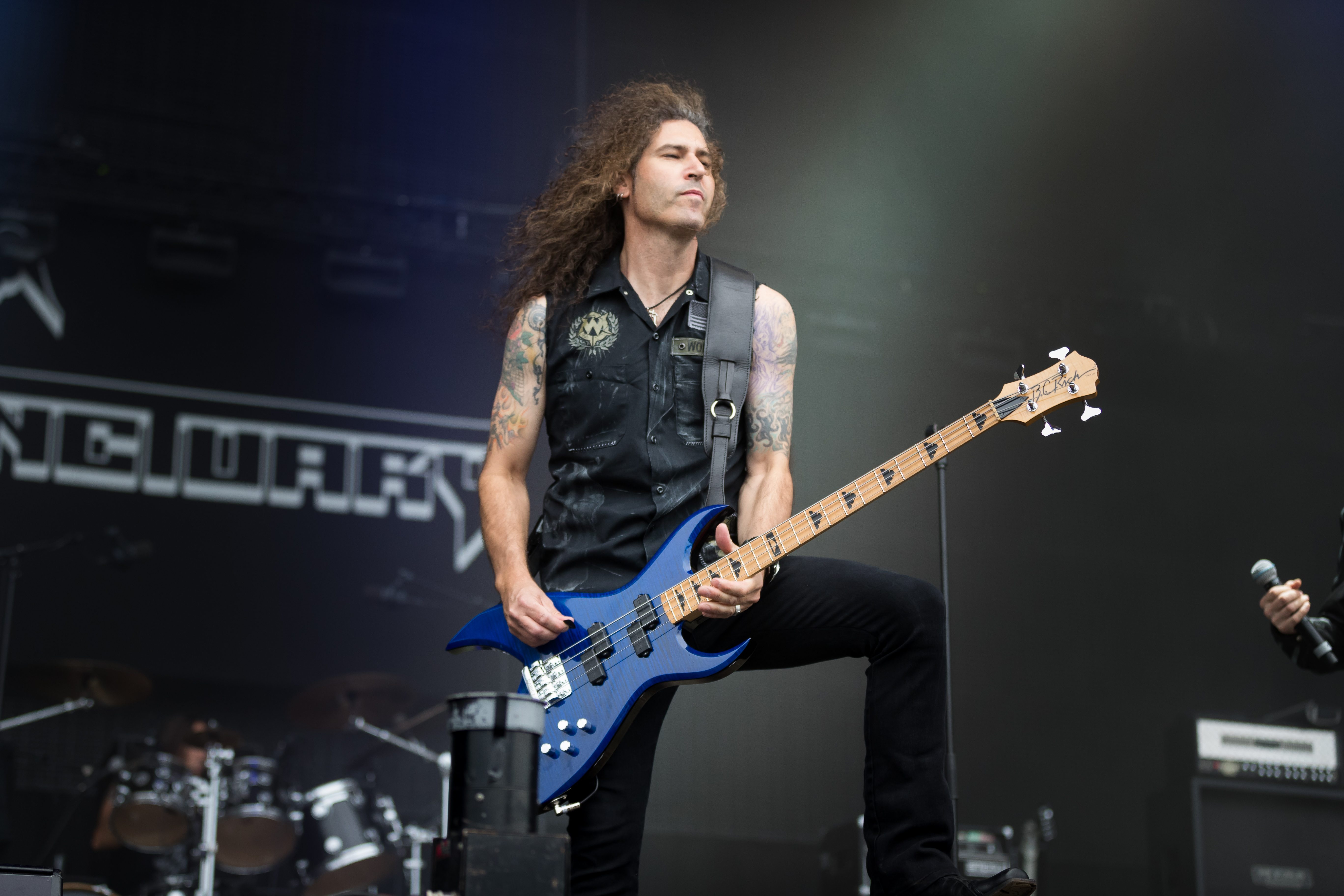
El bajista George Hernandez en el Wacken Open Air de 2017

Luego de la separación en 1992, Warrel Dane, Jim Sheppard y Jeff Loomis fundaron la banda Nevermore, que logró un positivo éxito y una mayor repercusión comercial a diferencia de Sanctuary. Lenny Rutledge se convirtió en un productor discográfico y es dueño de su propio estudio de grabación, incluso en 1998 ayudó a Nevermore a grabar algunas maquetas para el álbum Dreaming Neon Black. Por su parte, Sean Blosl fundó la compañía Golden Flower Media, con la que compone música para películas, mientras que Dave Budbill se alejó de la música.
En 2010 la alineación inicial —a excepción de Sean Blosl— se reunió para una serie de presentaciones por distintos festivales de Norteamérica y Europa. Durante los primeros conciertos eran apoyados por Jeff Loomis como segundo guitarrista, pero en 2011 se retiró de la banda y para reemplazarlo fue contratado Brad Hull de Forced Entry. Luego de la buena recepción del público, los miembros de la banda optaron por seguir dando conciertos durante los siguientes años, incluso en 2013 firmaron con Century Media Records para lanzar un álbum en 2014. Tras veinticuatro años de silencio, en octubre de 2014 fue publicado la tercera producción The Year the Sun Died, que se convirtió en el primer disco de la banda en ingresar en la lista estadounidense Billboard 200 en el puesto 125. La producción fue promocionada por una gira por varios países del Hemisferio norte, no obstante, en febrero de 2015 el guitarrista Brad Hull anunció su salida de la banda que hizo peligrar las presentaciones europeas. Ayudados por el productor Zeuss, el guitarrista Nick Cordle de Arsis fue contratado para el resto del tour, aunque su estadía definitiva en la banda era incierta en ese momento. Según Warrel Dane en una entrevista a un medio brasileño afirmó que la salida de Hull se debió a problemas personales y que era mejor no discutirlo en público, además mencionó que contratar a Cordle era necesario, porque en ningún momento existió la opción de cancelar la gira.
En octubre de 2015 Dane aseguró que estaban escribiendo algunas canciones para un eventual álbum de estudio, aunque no veía las posibilidades de lanzarlo en un corto plazo. En abril del año siguiente, a través de la página de la banda en Facebook, se informó que el bajista Jim Sheppard dejó la banda y en su reemplazo contrataron a George Hernandez (ex Panic), que en 1988 había participado en algunos conciertos del grupo cuando Sheppard tuvo problemas para tocar debido a una lesión en su mano. Más tarde, en diciembre de 2016 Warrel Dane comunicó que Dead Again era un nombre tentativo para el siguiente trabajo de estudio y que sería «mucho más rápido como el thrash metal de la vieja escuela, pero con un sonido moderno». En febrero de 2017 se lanzó al mercado Inception, un disco que recopila algunas maquetas, versiones remasterizadas y pistas no terminadas que fueron grabadas originalmente para el álbum Refuge Denied.

### Fallecimiento de Warrel Dane y el futuro de la banda

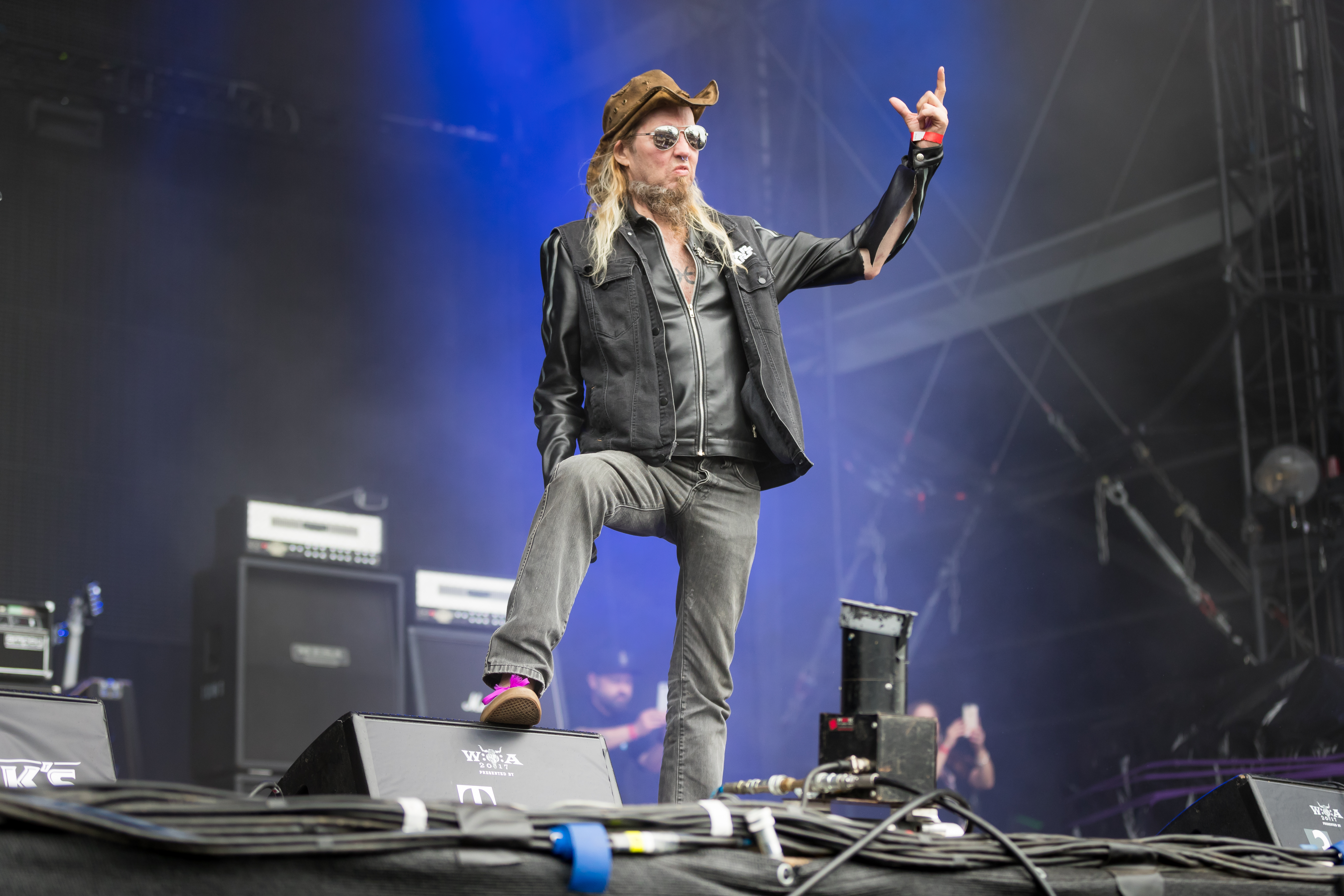
El fallecido vocalista Warrel Dane en vivo en 2017

El 13 de diciembre de 2017 se informó que Warrel Dane falleció de un ataque al corazón en São Paulo, Brasil, mientras estaba trabajando en su segundo álbum de su carrera solista. Entre febrero y marzo de 2018 la banda participó en una gira por los Estados Unidos como artistas invitados de Iced Earth, que según el guitarrista Lenny Rutledge aceptaron como una manera de homenajear al fallecido vocalista. Durante las presentaciones los músicos Joey Concepcion de Armageddon y Joseph Michael de Whiterfall fungieron como segundo guitarrista y vocalista, respectivamente. La gira contó con las participaciones especiales de Jim Sheppard y Jeff Loomis en el concierto de Seattle, en donde Rutledge aseguró que seguirán tocando en vivo e incluso informó que tienen algunas canciones escritas para continuar con la banda para mantener el legado de su fallecido vocalista.
El 31 de diciembre de 2024 Rutledge hizo público el fallecimiento de su primo y exguitarrista de la banda, Sean Blosl, que murió en un accidente vehicular en Seattle el 26 de agosto de 2024.

## Discografía
| - 1988: Refuge Denied - 1990: Into the Mirror Black - 2014: The Year the Sun Died - 2017: Inception | - 1990: Into the Mirror Live |

## Miembros
| Alineación actual - Lenny Rutledge — guitarra eléctrica (1985-1992, 2010-presente) - Dave Dudbill — batería (1985-1992, 2010-presente) - George Hernandez — bajo (2016-presente) | Músicos temporales - Attila Vörös — guitarra eléctrica (2017) - Joseph Michael — voz (2018) - Joey Concepcion — guitarra eléctrica (2018) |

Antiguos miembros
- Warrel Dane — voz (1985-1992, 2010-2017)
- Jim Sheppard — bajo (1985-1992, 2010-2016)
- Sean Blosl — guitarra eléctrica (1985-1990)
- Jeff Loomis — guitarra eléctrica (1990-1992, 2010-2011)
- Brad Hull — guitarra eléctrica (2011-2015)
- Nick Cordle — guitarra eléctrica (2015-2016)